# Дюсапен, Паскаль
Паскаль Дюсапен (фр. Pascal Dusapin, 29 мая 1955, Нанси) — французский композитор.

## Биография
Учился у Мессиана, Ксенакиса, Донатони. Был стипендиатом Французской Академии в Риме (1981—1983), c 2008 — её директор. Один из наиболее исполняемых в мире современных французских композиторов.

## Произведения
- Moz’art (1976)
- Souvenir du silence, для тринадцати струнных (1976)
- Igitur, для женского голоса и тринадцати инструментов, на слова Малларме (1977)
- Lumen, для женского голоса и шести инструментов (1977)
- L’Homme aux liens, для двух сопрано трех скрипок (1978)
- Le Bal (1978)
- Timée (1978)
- La Rivière, для оркестра (1979)
- Inside, для альта (1980)
- Musique captive, для восьми духовых (1980)
- Musique fugitive, для струнного трио (1980)
- Trois Instantanés, музыка к спектаклю для двух кларнетов и трех виолончелей (1980)
- L’Aven, для флейты и оркестра (1981)
- Shin’gyo, для сопрано и флейты-пикколо (1981)
- Fist, для восьми инструментов (1982)
- Incisa, для виолончели (1982)
- Niobé, ou le rocher de Sypile (1982)
- Tre Scalini, для расширенного оркестра (1982)
- Струнный квартет n°1 (1983)
- Hop' , для четырёх групп из трех инструментов (1984)
- If, для кларнета (1984)
- La Conversation, сюита в 10 частях для восьми инструментов (1984)
- Assai, для оркестра (1985)
- Item, для виолончели (1985)
- Itou, для бас-кларнета (1985)
- Semino, для шести голосов, на текст 28-го фрагмента поэмы Парменида (1985)
- To God, для сопрано и кларнета, на стихи Уильяма Блейка (1985)
- Treize Pièces pour Flaubert, музыка к спектаклю (1985)
- Ici, для флейты (1986)
- Mimi, для двух женских голосов и ансамбля (1986)
- Poco a poco, школьная пьеса для шести инструментов (1986)
- Aks, для меццо-сопрано и семи инструментов (1987)
- Anacoluthe, для женского голоса, бас-кларнета и контрабаса (1987)
- Haro (1987)
- Il-Li-Ko, для сопрано, на слова Оливье Кадьо (1987)
- Indeed, для тромбона (1987)
- Iti, для скрипки (1987)
- Red Rock, отрывок № 6 из «Ромео и Джульетты» (1987)
- Sly, восемь пьес для четырёх тромбонов (1987)
- For O., для двух женских голосов (1988)
- Laps, для кларнета и контрабаса (1988)
- «Ромео и Джульетта», опера в девяти номерах, либретто Оливье Кадьо (1988)
- I Pesci, для флейты (1989)
- In & Out, для контрабаса (1989)
- Neuf Musiques pour «Le Fusil de chasse», музыка к спектаклю, для кларнета, тромбона и виолончели (1989)
- Time Zones, струнный квартет n°2 (1989)
- «Медеяматериал», опера на либретто Хайнера Мюллера (1990, пост. Саши Вальц, 2007, российская премьера — в мае 2012 в Перми на 6-м Дягилевском фестивале, )
- So Full of Shapes is Fancy, для сопрано и бас-кларнета, на слова Шекспира (1990)
- Aria, для кларнета и тринадцати инструментов (1991)
- Attacca, для двух труб и цимбал (1991)
- Invece, для виолончели (1991)
- La Melancholia, оператория (1991)
- Stanze, для квинтета медных, в двух частях (1991)
- Coda, для тринадцати инструментов (1992)
- Go, соло для оркестра (1992)
- Ohimé, для скрипки и альта (1992)
- Comoedia, для сопрано и шести инструментов, на слова Данте (1993)
- Khôra, для струнного оркестра (1993)
- Струнный квартет n°3 (1993)
- To Be Sung, камерная опера в 43 номерах, по Г.Стайн (1993)
- Extenso, соло n°2 для оркестра (1994)
- Canto, для сопрано, кларнета и виолончели, на слова Дж. Леопарди (1995)
- Two walking, пять пьес для двух женских голосов, на слова Г.Стайн (1995)
- Watt, для тромбона и оркестра, по С.Беккету (1995)
- Celo, для виолончели и оркестра (1996)
- Immer, для виолончели соло (1996)
- Loop, для двух виолончельных квартетов (1996)
- Quad, «Памяти Жиля Делёза», для скрипки и пятнадцати музыкантов, по С.Беккету (1996)
- Umbræ mortis, для смешанного хора (1997)
- Cascando, для восьми инструментов (1997)
- Струнный квартет n°4 (1997)
- Clam, соло n° 4 для оркестра (1998)
- Etude pour piano n°1 «Origami» (1998)
- Etude pour piano n°2 «Igra» (1998)
- Etude pour piano n°3 «Tangram» (1999)
- Etude pour piano n°4 «Mikado» (1999)
- In nomine, для альта (2000)
- Requiem (2000)
- Perelà, «Uomo di fumo», для 12 главных персонажей (5 певцов), смешанного хора (не менее 40 хористов), оркестра, магнитофона и 11 музыкантов на сцене, по Альдо Палаццески (2001)
- A Quia, для фортепиано с оркестром (2003)
- Exeo, соло n° 5 для оркестра (2003)
- Momo, музыкальный спектакль для детей 5-8 лет (2003)
- Perelà Suite, для оркестра (2004)
- Faustus. The Last Night, опера (2006)
- Passion, камерная опера (2008)
- Quatuor VII «OpenTime» (2009, написан для Квартета Ардитти)

## Признание
Лауреат Большой Национальной музыкальной премии Министерства культуры Франции (1995), Премии за победы в музыке как композитор года (2002), премии Чино дель Дука (2005), командор Ордена искусств и литературы (2005), член Академии художеств в Мюнхене (2006), профессор кафедры художественного творчества в Коллеж де Франс на 2006—2007.